# Valdemar al III-lea al Danemarcei
Valdemar al III-lea (n. 1314, Danemarca, Regatul Danemarcei⁠(d) – d. 1364, Danemarca, Regatul Danemarcei⁠(d)) a fost regele Danemarcei din 1326 până în 1329, pentru scurt timp ca minor, precum și în 1325 - 1326 și 1330 - 1364 ca Duce de Schleswig. El a fost un rege rival poziționat împotriva lui Christopher al II-lea al Danemarcei. El a abdicat de la tron.
Tatălui lui Valdemar a fost Ducele Eric al II-lea de Schleswig și mama sa a fost Adelaide, fiica lui Henric I de Rendsborg.
Când ruda sa îndepărtată și șeful filialei regelui rival Christopher al II-lea al Danemarcei a fost exilat din regatul său ,Holsteiner și nobilii danezi au fost nevoiți să aleagă un nou rege. Alegerea lor a fost cea a Ducelui Valdemar al V-lea de Schleswig în vârstă de 11 ani, care era capul ramurii coborâte din regele Abel al Danemarcei. Din cauza vârstei sale, unchiul său matern, puternicul Conte de Rendsborg Gerhard, a fost numit în funcția de regent și gardian. 
Ascensiunea la tron a fost la fel de strictă ca cea a lui Christopher. Au existat unele prevederi, cum ar fi castelele regale din Scania care trebuiau demolate, iar toți nobilii au primit dreptul de a-și fortifica gospodăriile lor. Cel mai important acord a fost așa-numitul Constitutio Valdemariana, care promitea ca în viitor, aceeași persoană nu ar fi putut fi conducător în Slesvig și Danemarca în același timp.
Valdemar a renunțat la patrimoniul său, Schleswig, oferindu-l unchiului și garnianului său, astfel primul Holstein avea să devină Duce. Danemarca era acum deținută în totalitate de către anumiți nobili, iar acest lucru nu a fost primit bine de către țărani. O parte din nobili au fost străini și mulți au instituit noi taxe. În 1328, țăranii din Zeelanda s-au răzvrătit însă revolta a fost înăbușită. 
În 1340, singura sa soră, Helvig de Schleswig s-a căsătorit cu Valdemar al IV-lea, noul rege al Danemarcei. Restul domniei sale, el a condus o politică schimbătoare.
Valdemar a murit în 1364. El a fost căsătorit cu fiica contelui Günzelin al VI-lea, Richardis de Schwerin. Ei au avut doi fii, Valdemar (1338-1360) și Henric (1342-1375) Schwerin-Wittenburg.
1. 1 2   https://www.biografiasyvidas.com/biografia/v/valdemar_iii.htm Lipsește sau este vid: |title= (ajutor)